# 高津區
高津區（日语：／ Takatsu ku */?）是日本神奈川縣川崎市的7個行政區之一。

## 地理
高津區位於川崎市中部，由多摩川沿岸的低地及其南側和西側的丘陵地區（多摩丘陵東端）所組成。氣候夏熱冬寒。有許多住宅區，大型工廠也相對較多，且有準工業區，溝口地區周邊有許多大型商業設施。
區役所位於JR武藏溝之口站、東急溝之口站附近，警察署位於高津站附近，郵局位於梶谷站附近。

### 相鄰的自治體與行政區
神奈川縣
- 川崎市：中原區、多摩區、宮前區
- 橫濱市：港北區、都筑區

東京都
- 世田谷區

## 產業
農業
在江戶時代，利用二領用水進行了水田開墾。明治時代以後，隨著東京都市化進展，近郊農業如多摩川梨也擴大生產，梨子能夠透過多摩川的水路和南武鐵道運輸到各地。但是，近年來由於東京都市圈的持續擴大和地價上漲，梨子產業趨於衰退。許多梨園被改成住宅區，但一些梨園作為旅遊農場得以繼續存在。
工業
機械和食品工業的工廠眾多，下野毛地區（以及鄰接的中原區宮內地區）有許多中小型工廠聚集。此外，NEC Platforms、康寶等大型工廠，以及佳能、ASKA製藥、富士通將軍的研究開發據點分佈於區內各地。作為全球精密測量儀器製造商的三豐株式会社，其總部設在區內東北部的坂戶，並開設了一家博物館對外開放。此外負責先端技術研究的基地和創業支援功能的神奈川科學園區（KSP）也設置於此地。。
商業
商業區域包括江戶時代開設的二子（二子新地站・高津站附近）和溝口（武藏溝之口站・溝之口站附近）作為矢倉澤往還（大山街道）的宿場町，形成了商店街。另一方面，在國道246號等道路沿線有許多路邊商店，特別是在家電方面，這些路邊商店會與車站前商店街競爭。隨著人口的快速增長，提供日常生活用品的便利商店和食品超市等中小店鋪遍布整個區域，以滿足當地居民的需求。

## 教育

### 大学・短期大学
- 洗足学園音樂大学
- 洗足兒童短期大学

### 高等学校
- 川崎市立高津高等学校
- 洗足学園高等学校
- 鹿島学園高等学校 溝之口校區

### 中学校
- 川崎市立高津中学校
- 川崎市立東高津中学校
- 川崎市立西高津中学校
- 川崎市立橘中学校
- 川崎市立東橘中学校
- 洗足学園中学校

### 小学校
- 川崎市立坂戶小学校
- 川崎市立高津小学校
- 川崎市立東高津小学校
- 川崎市立久本小学校
- 川崎市立上作延小学校
- 川崎市立下作延小学校
- 川崎市立南原小学校
- 川崎市立久地小学校
- 川崎市立子母口小学校
- 川崎市立橘小学校
- 川崎市立末長小学校
- 川崎市立新作小学校
- 川崎市立梶谷小学校
- 川崎市立西梶谷小学校
- 川崎市立久末小学校
- 洗足学園小学校

#### 特別支援学校
- 川崎市立中央支援学校

### 外国人学校
- 南武朝鮮初級学校（朝鮮学校）

## 交通

### 鐵路

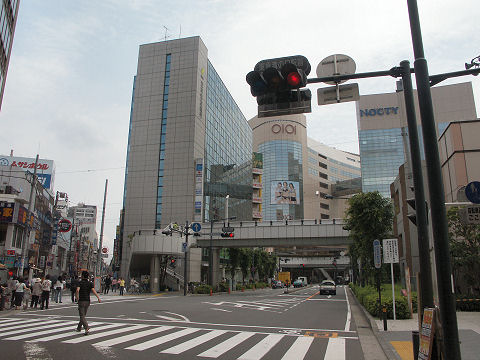
溝之口站前

東日本旅客鐵道
- 南武線：武藏溝之口站 - 津田山站 - 久地站

東急電鐵
- 田園都市線：二子新地站 - 高津站 - 溝之口站 - 梶谷站
- 大井町線：二子新地站 - 高津站 - 溝之口站

日本貨物鐵道
- 武藏野線：梶谷貨物總站（日语：梶ヶ谷貨物ターミナル駅） - 新鶴見信號場（日语：新鶴見信号場）間的小杉隧道路段

### 公車
- 川崎市交通局
- 東急巴士

### 道路
- 自動車專用道路
  - 第三京濱（国道466号） - 京濱川崎IC、玉川料金所
- 一般国道
  - 国道246号（大山街道）
  - 国道409号（府中街道）
- 主要地方道
  - 神奈川縣道・東京都道9号川崎府中線（府中街道）
  - 神奈川縣道14号鶴見溝之口線 (尻手黑川道路・市民廣場通)
  - 神奈川縣道45号丸子中山茅崎線（中原街道）
  - 川崎市主要地方道幸多摩線 (多摩沿線道路)
- 一般縣道
  - 神奈川縣道106号子母口綱島線
- 一般市道
  - 川崎市道高津4号線、小杉菅線（南武沿線道路）

## 觀光

### 名所・遺跡
- 二領用水
  - 久地円筒分水
- 橘樹官衙遺跡群 - 國家指定史跡
- 大山街道（矢倉澤往還、足柄道）
  - 大山街道鄉土館
- 橘樹神社
- 西福寺古墳（梶谷第三公園）
- 久本橫穴墓群
- 子母口貝塚
- 久地梅林、津田山（七面山）
- 綠丘靈園
- 川崎市民廣場
- 高津區市民健康之森
- 橘之散歩道
- 久本山
- 笹之原育子地蔵

### 祭典
- 川崎市制紀念多摩川花火大会
- 高津區民祭

## 知名出身人物
- 阿部真宏 - 前職棒選手 (西武・樂天)
- 新井康弘 - 演員
- 市原隼人 - 演員
- 宇津木瑠美 - 女子足球選手
- 大島さと子 - 女演員、藝人
- 岡本加乃子 - 歌人
- 岡本太郎 - 藝術家
- 押切蓮介 - 漫畫家
- 佐藤泰然 - 幕末醫師。佐倉順天堂（順天堂大学前身）創始者
- 竹田謙 - 前籃球選手
- 伊達昌司 - 前職棒選手
- 成海璃子 - 女演員
- 濱田庄司 - 陶藝家
- 本田奎 - 將棋棋士
- 箕輪義信 - 前足球選手
- 矢田亞希子 - 女演員、藝人
- RYTHEM - 創作歌手組合以及二重唱歌手
  - 新津由衣 (YUI)
  - 加藤有加利 (YUKA)

## 外部連結
- 高津區官網 （页面存档备份，存于）